# Castello di Castiglioncello di Bolgheri
Il castello di Castiglioncello di Bolgheri è un complesso fortificato sito nel comune di Castagneto Carducci (LI). Qui sorge la chiesa di San Bernardo.

## Storia e descrizione
Posto su un'altura a quasi 400 metri sul livello del mare, la sua posizione isolata ne fece prima un eremo e poi una fortezza. Le sue origini risalgono all'anno 780 e nel corso della sua storia subì vari passaggi di proprietà e trasformazioni: fino al XV secolo appartenne ai Della Gherardesca, poi ai Soderini fino al 1665, quindi alla famiglia Incontri, per poi passare nuovamente ai Della Gherardesca, come testimoniato dagli stemmi impressi nella sala d'armi.
Il castello è ricordato da Giosuè Carducci nella poesia Una sera di san Pietro:
calde al mare scendeva, come un grande clipeo di rame

che in barbariche pugne corrusca ondeggiando, poi cade.

Castiglioncello in alto fra mucchi di querce ridea

da le vetrate un folle vermiglio sogghigno di fata.»
(Giosuè Carducci, Una sera di san Pietro, Delle Odi Barbare Libro II)
Inoltre nelle cantine del castello è stato prodotto per la prima volta il celebre vino Sassicaia.
Il complesso è di proprietà privata ed è visitabile solo il 16 luglio, in occasione della festa della Madonna del Carmine.